# Trio Italiano d'Archi
Il Trio Italiano d'Archi è stato un trio da camera italiano.

## Componenti
- Franco Gulli - violino
- Bruno Giuranna - viola
- Amedeo Baldovino[1] - violoncello (1957-1962)
- Giacinto Caramia - violoncello (dopo il 1962)

## Selezione discografica
- Mozart, Divertimento per Trio d'Archi en mi bemolle maggiore, K. 563, "a Puchberg", con Giacinto Caramia (Deutsche Grammophon, LP 139 150; sembra inedito en CD (a febbraio 2018)
- Beethoven, integrale dei Trii d'Archi (con Giacinto Caramia), registrato nell'aprile 1968 e febbraio 1969 (Deutsche Grammophon, CD 459 466-2)[2]